# Jono (Tanon)
Jono is een bestuurslaag in het regentschap Sragen van de provincie Midden-Java, Indonesië. Jono telt 3153 inwoners (volkstelling 2010).